# Burg Stickhausen
Burg Stickhausen ligt westelijk van het plaatsje Stickhausen, gemeente Detern in de Landkreis Leer in de deelstaat Nedersaksen in Duitsland. Ulrich Cirsena bouwde de burcht rond 1450. Het diende als verdediging tegen vijandige aanvallen vanuit Oldenburg. Andere bronnen spreken van een steunpunt voor hanzekooplieden. De burcht in Stickhausen was dus geen ridderkasteel.
Het kasteel lag aan de oevers van de Jümme. Deze rivier vormt samen met de nabijgelegen Leda het zogenaamde Oost-Friese Mesopotamië, het Leda-Jümme-gebied. Beide rivieren waren belangrijke handelsroutes in de Middeleeuwen en de vroegmoderne tijd, omdat ze van oost naar west stroomden.
Het kasteel bestond aanvankelijk uit een stenen huis omgeven door een gracht. Daarnaast had het een poortgebouw, een vestingmuur en meerdere bedrijfsgebouwen. Een tweede muur en een tweede gracht omringden en beschermden het gehele complex.
Tegenwoordig staat alleen de kasteeltoren er nog, die in het het verleden dienst heeft gedaan als woning en gevangenistoren. De toren is 's zomers te bezichtigen.